# Cluny Castle (Highland)

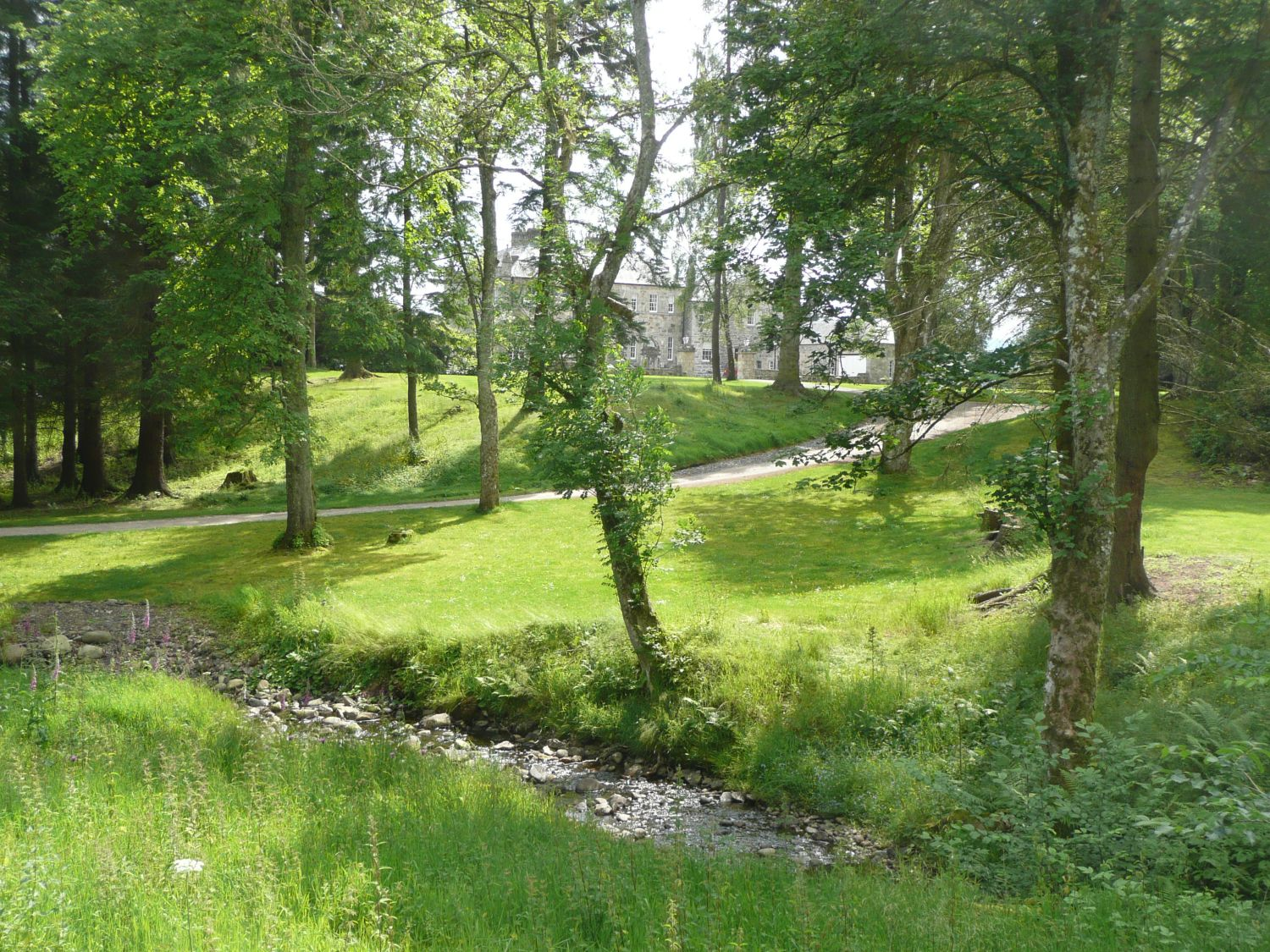
Cluny Castle

Cluny Castle ist ein Herrenhaus nahe der Ortschaft Laggan in der schottischen Council Area Highland. 1971 wurde das Bauwerk in die schottischen Denkmallisten in der höchsten Denkmalkategorie A aufgenommen. Die zugehörigen Stallungen und die East sowie die West Lodge sind separat als Kategorie-B-Bauwerke klassifiziert. Der Privatfriedhof der Familie ist als Kategorie-C-Denkmal eingestuft.

## Geschichte
Im 14. oder 15. Jahrhundert errichtete der im Clan Chattan organisierte Clan Macpherson mit Cluny Castle einen Lairdsitz. Vermutlich handelte es sich eher um ein Wohnhaus mit leichter Befestigung als um einen Wehrbau. Die Macphersons kämpften beim zweiten Jakobitenaufstand 1745 auf jakobitischer Seite. Im Nachklang der entscheidenden Schlacht bei Culloden verheerten Regierungstruppen unter dem Duke of Cumberland die schottischen Wehrbauten der Highlands. In diesem Zuge wurde 1746 auch Cluny Castle geschleift. Duncan Macpherson ließ das heutige Cluny Castle vermutlich am selben Standort errichten. Der um 1800 begonnene Bau wurde 1810 abgeschlossen. Später im Laufe des Jahrhunderts pachtete Andrew Carnegie Cluny Castle, bevor er 1898 Skibo Castle erwarb. Um 1890 wurde der Nordwestflügel ergänzt und der Eingangsbereich überarbeitet.

## Beschreibung
Cluny Castle steht rund drei Kilometer östlich von Laggan abseits der A86 nahe dem linken Spey-Ufer. Stilistisch ähnelt das zweigeschossige Herrenhaus den Arbeiten Robert Burns. Das Mauerwerk der südexponierten, drei Achsen weiten Hauptfassade des zweigeschossigen Herrenhauses besteht aus grauen Granitquadern. Kolossale ionische Pilaster flankieren das durch einen Segmentbogengiebel bekrönte hölzerne Eingangsportal auf der Zentralachse. Ungewöhnlicherweise tragen die Pilaster kein Gebälk, sondern schließen mit blanken Steinquadern unterhalb des Kranzgesimses. Es flankieren venezianische Fenster in flachen, rundbogigen Aussparungen. Die Sprossenfenster des Obergeschosses sind zu Drillingen gekuppelt. Die Fassade schließt mit einer Zinnenbewehrung und kleinen auskragenden Tourellen. Aus dem schiefergedeckten Walmdach treten kleine Walmdachgauben heraus. Abseits der Hauptfassade besteht das Mauerwerk aus Bruchstein.

## Außengebäude

### Stallungen
Die Stallungen befinden sich rund 200 Meter nordwestlich von Cluny Castle. Sie stammen aus dem frühen 19. Jahrhundert und weisen einen L-förmigen Grundriss auf. Ihr Mauerwerk besteht aus grob zu Quadern behauenem Bruchstein. Das Gebäude ist in drei Bereiche untergliedert; einen Wohnbereich rechts, die Stallungen links und die Remise in der Mitte. Letztere ist mit zwei Segmentbogentoren ausgeführt. Der Wohnbereich wurde im Laufe der Jahre verändert und erweitert. Die Eingangstüre schließt mit einem segmentbogigen Kämpferfenster. Die Schleppdachgaube ist neueren Datums. Drei Lukarnen durchbrechen die Traufe.

### East Lodge
Die aus dem frühen 19. Jahrhundert stammende East Lodge liegt an der A86 rund 200 Meter nordöstlich des Herrenhauses. Entlang der südostexponierten Hauptfassade besteht das Mauerwerk der eingeschossigen Lodge aus grauen Granitquadern, während entlang der rückwärtigen Fassade Bruchstein eingesetzt wurde. Ihr schiefergedecktes Walmdach ist fortgeführt und ruht auf hölzernen Pfeilern, woraus eine umlaufende Veranda entsteht. Es ist mit firstständigem Kamin ausgeführt.
Die gusseiserne Pforte ist mit oktogonalen Pfeilern ausgeführt. Sie tragen die guss- und schmiedeeisernen Torflügel. Links befindet sich ein gusseisernes Drehkreuz für Fußgänger. Zu beiden Seiten setzen sich flache Mauern mit schmiedeeisernem Zaun geschwungen fort, die an quadratischen Steinpfosten enden.

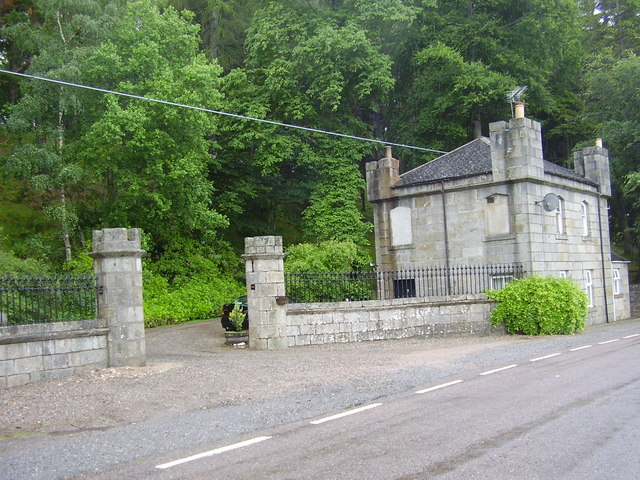
West Lodge

### West Lodge
Die West Lodge wurde im Laufe der 1830er Jahre errichtet. Sie steht 500 Meter südwestlich von Cluny Castle an der A86 nahe dem Spey. Das Mauerwerk der zwischgeschossigen Lodge besteht entlang der Süd- und Westfassaden aus Steinquadern, entlang der übrigen Fassaden aus grob behauenem Bruchstein. Die Öffnungen entlang der zwei Achsen weiten, westexponierten Hauptfassade sid teilweise durch Mauerwerk verschlossen. Die Fenster des Obergeschosses sind mit vereinfachten Tudorbögen ausgeführt. Die Gebäudekanten sind oberhalb der Traufe mit Mauerwerk mit stilisierten Zinnen fortgeführt, um den Eindruck von Ecktourellen zu vermitteln. Das abschließende Walmdach ist schiefergedeckt.
Die oktogonalen Torpfeiler mit stilisierten Zinnen sind aus Granit gemauert. Die gusseisernen Torflügel sind stilistisch dem Zaun angepasst, der über niedrige Mauern mit der Lodge beziehungsweise einem hexagonalen gemauerten Pavillon verbunden ist.

### Friedhof
Der rund 350 Meter südwestlich von Cluny Castle abseits der A86 gelegene Privatfriedhof ist nicht ausschließlich den MacPhersons of Cluny vorbehalten. Es handelt sich um ein rundes, durch eine Bruchsteinmauer umfriedetes Areal. Der früheste Grabstein stammt aus dem Jahre 1801. Es handelt sich jedoch vermutlich um eine deutlich älteren Friedhof, der zuvor vermutlich als St. Clarment’s Graveyard bezeichnet wurde. Seine Pforte ist mit gemauerten Pfeilern mit aufsitzenden Betonurnen ausgeführt. Die Torflügel sind gusseisern.